# Pocotaligo, indijansko selo
Pocotaligo, najveći grad Yamasee Indijanaca prije njihovog ustanka 1715. nalazio se između rijeka Combahee i Savannah, na području današnjeg okruga Beaufort. Drake ga je 1836. nazvao Pocataligo, a Gallatin (1836) Poketalico, dok se kod Humphreysa javlja u obliku Pocotaligat.
14. travnja 1715. Pocotaligo su posjetili Samuel Warner, William Bray, Thomas Nairne, John Wright, Seymour Burroughs i nepoznati Južnokarolinac. Tijekom noći Indijanci su debatirali što učiniti, i donesena je odluka da ih napadnu. Nakon što su se namazali ratnim bojama probudili su Karolince i napali delegaciju. Dvojica od njih su pobjegli, Seymour Burroughs koji je podigao uzbumnu u Port Royalu, i nepoznati Južnokarolinac, koji je iz obližnje močvare bio svjedok smrti mućenjem Nairnea. Indijanci su se te noći ubili Nairnea, Wrighta, Warnera i Braya. Ovime je započeo Yamasee ustanak 15. travnja 1715. koji je trajao do 1717. a ustanku su se priključila i plemena Muskogee, Cherokee, Chickasaw, Catawba, Apalachee, Apalachicola, Yuchi, Savannah River Shawnee, Congaree, Waxhaw, Pedee, Cape Fear, Cheraw i drugi.
Pocotaligo je danas naselje u Južnoj Karolini.